# Тяговые расчёты
Тяговые расчёты — прикладная часть теории тяги поездов, в которой рассматриваются условия движения поезда и решаются задачи, связанные с определением сил, действующих на поезд, и законов движения поезда под воздействием этих сил.

## История тяговых расчётов
В 1814 году в Англии Уильям Гедли и Тимоти Гакуорд провели первые опыты по экспериментальной оценке сил сцепления колёс паровоза с рельсами. В 1818 году Джордж Стефенсон провёл первые опыты по определению сил сопротивления движению вагонов. В 1825—1830 годах чешский инженер Франтишек Антонин Герстнер, строивший в Австро-Венгрии конно-рельсовую дорогу, определил, что по рельсам лошадь может перевести в семь раз больший груз, чем по грунтовой дороге.
В 1858 году профессор Института Корпуса инженеров путей сообщения А. Г. Добронравов опубликовал свой труд «Общая теория паровых машин и теория паровозов», где дал уравнение движения поезда и подробно рассмотрел элементы сил сопротивления движению. В 1869 году профессор М. Ф. Окатов ставил опыты «на скольжение», то есть определял величину силы тяги по сцеплению. В 1877—1879 годах конструктор паровозов инженер В. И. Лопушинский проводил на разных дорогах опыты по измерению сопротивления движению паровоза и вагонов с применением динамометров.
В 1877 году профессор Л. А. Ермаков в своём труде «Определение расходования топлива паровозами» научно разработал основы тяговых расчётов для определения веса состава, времени хода, допускаемой скорости поездов по тормозным средствам, расхода топлива и воды. В 1883 году Л. А. Ермаков рассмотрел природу сопротивления движению на горизонтальном и прямом пути, на подъёмах и в кривых участках пути.
В 1880 году инженер А. П. Бородин в Киевских железнодорожных мастерских создал стенд для испытаний паровозов. Ведущая колёсная пара паровоза типа 1-2-0 отделялась от спаренной и приподнималась над рельсами, один из бандажей обтачивался под шкив ремённой передачи. Нагрузкой паровозу служило станочное оборудование мастерских. Недостатком стенда было ограничение по нагрузке — 65—70 кВт при 100 об/мин ведущих колёс, что соответствовало скорости движения 30 км/ч.
В 1889 году был издан труд профессора Петербургского технологического института Н. П. Петрова «Сопротивление поездов на железных дорогах», в котором теоретически рассмотрены составляющие сил сопротивления движению поезда и влияние различных факторов на их величину. В 1892 году им были предложены расчётные формулы для определения сопротивления движению подвижного состава.
В 1903—1904 годах на путиловском заводе в Петербурге построена катковая испытательная станция. Каждая ведущая ось локомотива устанавливалась на каток, обод которого имел профиль головки рельса, направляющие и поддерживающие колёсные пары опирались на рельсы. Локомотив сцепкой через динамометр присоединялся к массивной стойке. Торможением катков создавалось требуемая постоянная нагрузка локомотива.
В 1898 году инженер Ю. В. Ломоносов начал проводить эксплуатационные испытания паровозов в составе поездов по поручению службы тяги Харьково-Николаевской железной дороги. С 1908 года на всех железных дорогах тягово-теплотехнические испытания паровозов проводились по предложенной им методике. В 1912 году при министерстве путей сообщения создана «Контора опытов над типами паровозов», возглавляемая Ю. В. Ломоносовым. Министерством путей сообщения были утверждены «Правила производства сравнительных опытов над типами паровозов», обязательные для испытания паровозов на казённых железных дорогах. На основе проведённых испытаний были созданы технические паспорта паровозов почти всех серий, работающих на железных дорогах России. В 1917 году Министерство путей сообщения утвердило «Временные правила о производстве тяговых расчётов», созданные на основе работы «Конторы опытов».
В 1932 году вблизи станции Бутово построено «Опытное железнодорожное кольцо» диаметром 1912 м, предназначенное для испытаний подвижного состава. В 1935 году кольцо было электрифицировано, что позволило испытать первые электровозы серий ВЛ19 и С11. Все новые типы локомотивов проходят испытания на кольце с целью определения их тяговых характеристик.

## Тяговые расчёты
Тяговые расчёты используются:
- при проектировании железных дорог;
- при проектировании подвижного состава;
- при организации эксплуатации локомотивов;
- при организации движения поездов.

### Упрощения, используемые при расчётах
- Поезд принимается за материальную точку, условно располагаемую в середине поезда. При вычислениях с использованием ЭВМ масса поезда считается равномерно распределённой по его длине.
- Железнодорожный путь в плане считается состоящим из прямых участков и дуг окружностей постоянного радиуса. Длина переходных кривых включается в общую длину криволинейного участка.
- Продольный профиль железнодорожного пути считается состоящим из прямолинейных отрезков, расположенных либо горизонтально, либо под углом к горизонту. Наличие между ними сопряжений не учитывается.

В случае если путь не состоит из прямолинейных участков, прибегают к спрямлению профиля пути.

##### Спрямление профиля пути и определение расчётного скоростного подъёма и наибольшего спуска
Для повышения точности результатов тяговых расчётов, а также сокращения объёма их и, времени на их выполнение, необходимо спрямить профиль пути заданного участка. 
В основе спрямления профиля пути лежит равенство механических работ на спрямлённом профиле и на действительном профиле.
Спрямление профиля состоит в замене двух или нескольких смежных элементов продольного пути одним элементом, длина которого sс  равна сумме длин спрямляемых элементов ( s1, s2, . . . . , sn ) т. е.
sС= s1+s2+….+sn ,

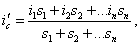
где i_{1}, i_{2},…i_{n} – крутизна элементов спрямляемого участка.

крутизна i”c  вычисляется по формуле 
Чтобы расчёты скорости и времени движения поезда по участку были достаточно точными, необходимо выполнить проверку возможности спрямления 
группы элементов профиля по формуле :
{\displaystyle S_{j}\leq {\frac {2000}{\Delta i}}}
где si- длина спрямляемого участка, м; 
Δi – абсолютная величина разности между уклоном спрямлённого участка и уклоном проверяемого элемента, 0/00 , 
Данной проверке подлежит каждый элемент спрямляемой группы. Чем короче элементы спрямлённой группы и чем ближе они по крутизне, тем более вероятно, что проверка их на удовлетворение условию окажется положительной.
Кривые на спрямлённом участке заменяются фиктивным подъёмом, крутизна которого определяется по формуле
{\displaystyle i_{c}^{,}={\frac {700}{S_{c}}}\sum _{1}^{n}{\tfrac {S_{k}pi}{R_{i}}}}
где Sкрi  и Ri – длина и радиус кривой в пределах спрямлённого участка, м.
Крутизна спрямлённого участка с учётом фиктивного подъёма от кривой 
{\displaystyle i_{c}=i_{c}^{,}+i^{,},_{c}}
Принимаем для движения туда значения i’c  положительным, а значения обратного движения i’c отрицательным, т.е. подъём становится спуском.
Нельзя спрямлять следующие элементы: расчётный подъём, крутой подъём, наикрутейший спуск. Площадки на перегоне между элементами разного знака также нельзя включать в спрямление. Спрямлённый профиль должен сохранять все особенности действительного профиля в смысле относительного расположения повышенных и пониженных точек.
После спрямления профиля пути производим его анализ с целью выявления расчётного подъёма, скоростного подъёма и наикрутейшего спуска.
Расчётным подъёмом называют такой подъём, на котором устанавливается расчётная скорость, данный подъём является наиболее труднопреодолимым участком. iрасч= 8,0 ‰.
Короткий подъём крутизной больше расчётного – это такой подъём, при котором iрасч<iкр, но протяжённость его меньше чем расчётного и поэтому поезд преодолевает его достаточно легко iкр= 8,0 ‰.
Крутой спуск – это самый крутой спуск, при котором поезду необходимо переходить на холостой ход и при этом пользоваться тормозом iспу= -6,8 ‰

#### Расчёт массы состава
Расчёт массы производим по формуле:
{\displaystyle Q={\frac {F_{k}p-P(w_{0}^{,}+i_{p})}{w^{,},_{0}+i_{p}}}}
где Fкр- расчётная сила тяги локомотива, кгс;
значение расчётной скорости равно Vр
iр – крутизна расчётного подъёма, 
P- расчётная масса локомотива, m
w,0 - основное удельное сопротивление локомотива, кгс/т
Зависит от скорости и определяется по формуле:
{\displaystyle w_{0}^{,}=1,9+0,01v+0,0003v^{2}}
w,,0 - основное удельное сопротивление состава в кгс/т, рассчитываем соответственно тоже для расчётной скорости по формуле 
{\displaystyle w''_{0}=a(a_{4}^{c}+w''_{4}ck+a_{4}^{k}w''_{4}k)+\beta w''_{6}+\gamma w''_{8}}
где альфы,бетта и гамма - соответственно доли 4-х, 6 -ти  и  8-ми осных вагонов в составе по массе заданные 

#### Проверка массы состава
Учитываем что перед преодолением крутого участка, составу предшествуют лёгкие элементы профиля. При этом путь, крутизна которого равна  8,0 0/00, проходимый поездом с учётом кинетической энергии 
{\displaystyle S={\frac {4,17(v_{H}^{2}-v_{k}^{2})}{(f_{k}-w_{k})_{c}p}}}
где Vн –скорость в начале проверяемого подъёма, т.е. эта та скорость которая была развита на предшествующем элементе
Vк – скорость в конце проверяемого подъёма
(fк – wк)ср –удельная сила, рассчитываем для среднего значения скорости
{\displaystyle (f_{k}-w_{k})_{c}p={\frac {F_{k}-P(w_{0}^{,}+i_{p})-Q(w''_{0}+i_{p})}{P+Q}}}
Значение средней скорости равно: 
{\displaystyle v_{c}={\frac {v_{H}+v_{k}}{2}}}

#### Проверка массы состава по длине приёмо-отправочных путей станции
Чтобы выполнить проверку массы состава по длине приёмо-отправочных путей, необходимо вначале определить число вагонов в составе и длину поезда.
Число вагонов в составе поезда:
4-х-осных:
{\displaystyle m_{4}={\frac {Qa}{q_{4}}}}
8-х-осных :
{\displaystyle m_{8}={\frac {Qa}{q_{8}}}}
Найдём общую длину поезда по формуле: 
{\displaystyle l_{p}=20m_{8}+17m_{6}+15m_{4}+l_{l}+10}
где Ll - длина локомотива

#### Расчёт и построение кривых ускоряющих и замедляющих усилий
Расчёт диаграммы удельных равнодействующих сил выполняется для трёх режимов ведения поезда по горизонтальному участку:
1)        для режима тяги {\displaystyle f_{k}-w_{0}=f_{1}(v)}
2)         для режима холостого хода {\displaystyle w_{0}=f_{2}(v)}
3)        для режима торможения:
при служебном регулировочном торможении
{\displaystyle w_{0}x+0,5b_{m}=f_{3}(v)}
при экстренном торможении 
{\displaystyle w_{o}x+b_{m}=f_{4}(v)}
Расчёт ведём относительно скоростей от 0 до конструкционной , а так же для скоростей расчётных и скорости выхода на автоматическую характеристику

#### Сила тяги
Сила тяги локомотива в зависимости от скорости определяется по тяговым характеристикам, которые строятся для новых бандажей в соответствии с характеристиками тяговых двигателей, снятыми на стенде или при эксплуатационных испытаниях.
Сила тяги локомотива не может превосходить силы сцепления ведущих колёс локомотива с рельсами.
{\displaystyle F_{K}\leq P\psi },
где FK — сила тяги;

P — «сцепной» вес локомотива (сумма нагрузок на рельсы от всех ведущих колёс);

ψ — коэффициент сцепления.
Коэффициент сцепления колеса с рельсом максимален на стоянке и убывает по мере увеличения скорости движения локомотива. Поскольку реальный коэффициент сцепления зависит от случайных факторов, таких как состояние пути и атмосферные условия, его заменяют расчётным коэффициентом сцепления ψK, величину которого определяют по эмпирическим формулам, основанным на результатах многочисленных опытов в условиях реальной эксплуатации. В простейшем случае, для паровозов:
{\displaystyle \psi _{K}={\frac {30}{100+v}}},
где v — скорость движения, км/ч.

#### Сопротивление движению
Сопротивлением движению поезда называют силу, приложенную в точках касания колёс с рельсами, на преодоление которой затрачивается такая же работа, как на преодоление всех неуправляемых сил, препятствующих движению. Удельное сопротивление — сила сопротивления каждой единицы веса поезда.
{\displaystyle w={\frac {W}{P+Q}}},
где w — удельное сопротивление;

W — полное сопротивление, Н;

P — вес локомотива, кН;

Q — вес вагонов поезда, кН.
Основным сопротивлением называют силы, препятствующие движению подвижного состава по прямому горизонтальному пути на открытой местности при нормальных метеоусловиях с любой допустимой скоростью. Основное сопротивление складывается из:
- сопротивления от трения в буксовых подшипниках;
- сопротивление от трения качения колёс по рельсам;
- сопротивление от трения скольжения колёс по рельсам;
- рассеяния энергии при взаимодействии колёс с рельсами (потеря энергии на стыках и неровностях пути, упругая деформация рельсов и шпал);
- сопротивления воздушной среды;
- рассеяния энергии в окружающую среду при вертикальных колебаниях подрессоренных частей подвижного состава и рывках по длине поезда.

Из-за влияния многочисленных факторов, установить аналитические зависимости для расчёта основного удельного сопротивления практически невозможно, его значение получают исключительно экспериментальным путём. В результате обработки экспериментальных данных получают эмпирические формулы или графики. Например, для четырёхосного вагона на роликовых подшипниках, движущегося по звеньевому пути
{\displaystyle w_{0}=0{,}7+{\frac {3+0{,}1v+0{,}0025v^{2}}{q_{0}}}},
где q0 — нагрузка от колёсной пары на рельсы.
Дополнительными сопротивлениями называют временно действующие силы, возникающие в конкретных условиях эксплуатации подвижного состава:
- от уклона профиля пути;
- от кривизны пути;
- от ветра;
- от низкой температуры;
- от тоннелей;
- от подвагонных генераторов пассажирских вагонов.

Дополнительное удельное сопротивление движению от уклона принимают равным величине уклона в промилле.
{\displaystyle w_{i}=i}.
Дополнительное удельное сопротивление движению в кривых участках пути возникает по следующим причинам:
- колёса одной колёсной пары проходят разный путь по наружному и внутреннему рельсу (конусность бандажей уменьшает эту разницу), что приводит к увеличению проскальзывания колёс;
- за счёт действия центробежной силы гребни колёс прижимаются к внутренней боковой грани наружного рельса, что увеличивает силу трения скольжения;
- тележки подвижного состава поворачиваются относительно оси кузова, в результате чего в опорах, шкворневых устройствах и буксах возникают силы трения скольжения.

Дополнительное удельное сопротивление движению от кривой рассчитывается по эмпирическим формулам, при длине поезда более длины кривой
{\displaystyle w_{r}={\frac {700}{R}}\cdot {\frac {s_{KP}}{l_{\Pi }}}},
где R — радиус кривой;

sKP — длина кривой;

lП — длина поезда.
При длине поезда менее или равной длине кривой
{\displaystyle w_{r}={\frac {700}{R}}}.
При проведении расчётов, требующих повышенной точности учитывается также скорость движения поезда и возвышение наружного рельса.
Дополнительное удельное сопротивление движению, вызванное действием лобового или бокового ветра определяется в долях от основного удельного сопротивления при помощи коэффициента КB.
{\displaystyle w_{B}=(K_{B}-1)w_{0}}.
Коэффициент КB определяется по таблицам или номограммам и зависит от скорости ветра, скорости движения подвижного состава и плотности воздуха. Перечень участков, для которых используется поправка на ветер и скорости ветра для каждого периода устанавливается по результатам многолетних метеорологических наблюдений.
При низких температурах наружного воздуха повышается его плотность, увеличивая аэродинамическое сопротивление движению, повышается вязкость смазки в буксовых и моторно-осевых подшипниках, увеличивая силы трения в них. Дополнительное удельное сопротивление движению от низкой температуры наружного воздуха учитывается при температурах ниже −25 °C при помощи коэффициента КHT
{\displaystyle w_{HT}=(K_{HT}-1)w_{0}}.
Коэффициент КHT определяется по таблицам в зависимости от скорости движения поезда и температуры наружного воздуха.
Дополнительное удельное сопротивление от движения в тоннелях возникает вследствие увеличения лобового сопротивления, эффекта разрежения в хвостовой части поезда и возникновения турбулентности между стенками тоннеля и поездом.
{\displaystyle w_{T}=K_{T}\cdot w_{0}}.
Коэффициент КT зависит от скорости движения поезда и числа путей в тоннеле. В двухпутном тоннели сопротивление движению воздушной среды значительно меньше, чем в однопутном.
Дополнительное сопротивление от подвагонных генераторов пассажирских вагонов учитывают при скоростях движения 20 км/ч и выше.
{\displaystyle w_{\Pi \Gamma }=1360{\frac {P'}{q_{0}v}}},
где P' — средняя условная мощность подвагонного генератора.
Подвагонные генераторы отсутствуют в скоростных поездах, имеющих централизованное электроснабжение от локомотива или вагона-электростанции.
Процесс трогания с места подвижного состава после длительных стоянок (20 мин и более) происходит в условиях полусухого и сухого трения. За время стоянки разрушается масляный клин между трущимися деталями буксового подшипника, снижается температура и повышается вязкость смазки. Стоянка сопровождается значительным смятием металла в зоне контактной площадки, что увеличивает потери от трения качения по рельсам. Добавочное сопротивление при трогании с места для подвижного состава на подшипниках качения
{\displaystyle w_{TP}={\frac {28}{q_{0}+7}}}.

#### Тормозная сила
Тормозная сила поезда определяется как сумма произведений действительных сил нажатия тормозных колодок К на действительные коэффициенты трения колодок φK или как произведение суммы расчётных (приведённых) сил нажатия КP на расчётный коэффициент трения колодок φKP.
{\displaystyle B_{T}=1000\sum K\varphi _{K}=\varphi _{KP}\sum K_{P}}.
С увеличением скорости и удельного нажатия колодок, количество тепла, выделяемое при трении колодки о колесо возрастает, повышается температура металла колеса и колодки, поверхностный слой становится более пластичным, в результате чего коэффициент трения уменьшается. Коэффициент трения рассчитывается по эмпирическим формулам, например, для стандартных чугунных тормозных колодок
{\displaystyle \varphi _{K}=0{,}6{\frac {16K+100}{80K+100}}\cdot {\frac {v+100}{5v+100}}}.
Действительная сила нажатия определяется давлением воздуха в тормозном цилиндре (тормозные цилиндры имеют отверстия для подключения манометра), площадью поршня, усилием отпускной пружины, передаточным отношением тормозной рычажной передачи, количеством колодок, работающих от одного цилиндра, КПД цилиндра и рычажной передачи. Для упрощения расчётов используют расчётную силу нажатия и расчётный коэффициент трения. Формула для определения расчётного коэффициента трения для чугунных колодок имеет вид
{\displaystyle \varphi _{KP}=0{,}27{\frac {16K+100}{80K+100}}}.
Расчётные силы нажатия определяют по нормативам, устанавливаемым для каждого типа локомотива, вагона и величины его загрузки. Для предотвращения юза тормозная сила, создаваемая тормозными средствами каждой колёсной пары, не должна превышать силу сцепления колёсной пары с рельсами.
Расчётным тормозным коэффициентом называют отношение суммы расчётных сил нажатия к весу поезда
{\displaystyle \vartheta _{P}={\frac {\sum K_{P}}{Q+P}}}.
В расчётах, где учитывается применение экстренного торможения, расчётный тормозной коэффициент принимается равным его полному значению, при применении полного служебного торможения, расчётный тормозной коэффициент принимается равным 0,8 от его полного значения. При регулировочных торможениях значение расчётного тормозного коэффициента, в зависимости от ступени торможения определяется по таблицам.

### Расчёт веса состава
Вес состава и скорость движения поезда определяется из условия полного использования мощности локомотива и кинетической энергии поезда. Вес состава определяется исходя из условия движения по расчётному (руководящему) подъёму с равномерной скоростью и по труднейшему подъёму с неравномерной скоростью с использованием кинетической энергии поезда.
Вес поезда при условии движения с равномерной скоростью на расчётном подъёме определяют из условия равенства сил тяги и сопротивления движению поезда по формуле
{\displaystyle Q={\frac {F_{KP}-P\cdot (w'_{0}+i)}{w''_{0}+i}}},
где w'0 — основное удельное сопротивление локомотива;

w''0 — основное удельное сопротивление вагонов.
Вес состава для прохождения труднейшего подъёма с использованием кинетической энергии определяется методом подбора. Для этого определяется вес состава для расчётного подъёма и проверяется возможность прохождения труднейшего подъёма. Если скорость в конце проверяемого элемента меньше расчётной (минимально допустимой), вес состава уменьшают и повторяют расчёт.
Вес состава проверяется также на условие трогания на подъёме, при этом результирующая ускоряющая сила должна быть больше нуля.

### Решение тормозных задач
Тормозными задачами называются задачи определения тормозных средств, которые обеспечивают снижение скорости или полную остановку поезда на требуемом расстоянии и задачи определения расстояния, на котором поезд с известными тормозными средствами может остановиться или снизить скорость до заданного значения. Из-за инерционности тормозной системы нарастание тормозной силы в разных вагонах происходит не одновременно. Для упрощения расчётов считается, что тормозная сила нарастает мгновенно до установившегося значения через некоторый отрезок времени tп, который называют временем подготовки тормозов к действию. Время подготовки тормозов к действию увеличивается при увеличении длины состава, так же при расчётах используются поправки на уклон и на величину тормозной силы.
Тормозной путь равен сумме подготовительного тормозного пути (расстояния, пройденного за время подготовки тормозов) и действительного пути торможения. Величина действительного пути торможения обычно определяется численным интегрированием уравнения движения по интервалам скоростей.

### Определение максимально допустимой скорости по расчётному тормозному нажатию в зависимости от величины уклона
Поиск производится для наиболее крутого спуска  при заданных тормозных средствах и принятом полном тормозном пути равным . Метод решения- графоаналитический. Полный тормозной путь равен:
{\displaystyle S_{t}=S_{p}+S_{d}}
где Sp –путь подготовки тормозов к действию, на протяжении которого тормоза поезда условно принимаются недействующими (от момента установки ручки крана машиниста в тормозное положение до включения тормозов поезда).
Sd –действительный тормозной путь, на протяжении которого поезд движется с действующими в полную силу тормозами 

### Расчёт времени хода методом Дегтярёва
Для построения необходимо изготовить шаблон в виде равнобедренного треугольника. Для рассматриваемого масштаба размеры треугольника следующие: основание равно 60 мм, высота 180 мм. После изготовления шаблона начинается построение. При начале движения поезда со станции «А» его скорость растёт, соответственно должна расти кривая времени, прикладывается основание шаблона так, чтобы угол одной из его сторон и основания упирался в начало станции «А», проводится линия по шаблону от нуля до точки пересечения со скоростью. От полученной точки проводится линия по другой равнобедренной стороне до основания. Рядом строится такой же треугольник, который так же ограничиваем уже построенной кривой скорости.
Далее строятся треугольники один рядом с другим. Чем выше скорость, тем больше треугольник, а один треугольник равен одной минуте. Подсчитываются эти треугольники путём построения кривой времени, для этого абсцисса, на которой заканчивается треугольник, равный минуте, проектируется на абсциссу, которая соответствует значению 1 минуте, а точка, которая соответствует этой минуте, соединяется со следующей минутой. Таким образом, получается кривая с интервалами от минуты до другой минуты, т.е. от конца одного треугольника до конца другого треугольника. Кривая времени нарастающая, поэтому при достижении ординаты равной 10 мин, кривая обрывается, а точку обрыва переносится вниз. Таким образом, кривая обрывается каждые 10 мин. В этом случае, исходя из масштаба, один треугольник равен 0,1 минуте.

### Построение кривой скорости движения
Кривой скорости движения называют график зависимости скорости движения поезда от пройденного пути. Ниже оси абсцисс условно изображают профиль пути. Обычно строят кривую скорости движения для состава расчётного веса при определении наименьшего времени хода поезда по заданному участку. Расчёт производится графическим методом, используя диаграммы ускоряющих и замедляющих сил, или интегрированием уравнения движения поезда. Результат расчёта используется при составлении графика движения поездов.